# Génération des Colombs
La Génération des Colombs (polonais : pokolenie Kolumbów) est une expression utilisée pour désigner l'entière génération des Polonais qui sont nés peu après que la Pologne a regagné son indépendance en 1918, et dont l'adolescence a été marquée par la période tragique de la Seconde Guerre mondiale. Cette expression a été trouvée par Roman Bratny (pl) dans son roman à succès Kolumbowie. Rocznik 20 (« Les Colombs. Années 20 »), publié en 1957. Elle fait référence au nom de Christophe Colomb, car Bratny décrivait cette génération comme ceux qui « découvrirent la Pologne ». L'expression est généralement utilisée quand on parle de la jeune intelligentsia, mais elle inclut aussi tous les jeunes qui, au lieu de vivre leur vie comme n'importe quel jeune de vingt ans, eurent à se battre contre l'occupation étrangère et à étudier dans des universités clandestines.

## Des membres de la génération
Voici une liste de personnes connues, que l'on considère généralement de la génération des Colombs:

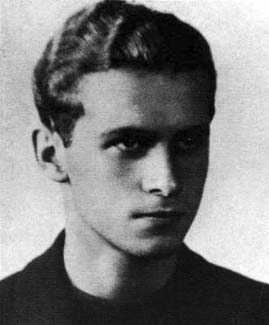
Krzysztof Kamil Baczyński photographié l'année de son bac.

- Krzysztof Kamil Baczyński (1921-1944), poète catastrophiste qui fut tué pendant l'Insurrection de Varsovie
- Władysław Bartoszewski (1922-2015), historien et homme politique. Il a reçu le titre de Juste parmi les nations
- Miron Białoszewski (1922-1983), poète et écrivain
- Teresa Bogusławska (1929-1945), poétesse, arrêtée par la Gestapo et emprisonné à Pawiak, elle est morte de la tuberculose en 1945
- Wacław Bojarski (1921-1943), poète et journaliste de guerre pour les journaux clandestins
- Tadeusz Borowski (1922-1951), poète et écrivain qui a survécu à Auschwitz-Birkenau et à Dachau... pour finalement se suicider sous le régime communiste
- Roman Bratny (1921), écrivain
- Olgierd Budrewicz (1923-2011), journaliste et Varsovien
- Jerzy Ficowski (1924-2006), poète, journaliste et ethnologue, pionnier de la recherche sur la vie des Juifs et des Gypsys d'après la guerre en Pologne

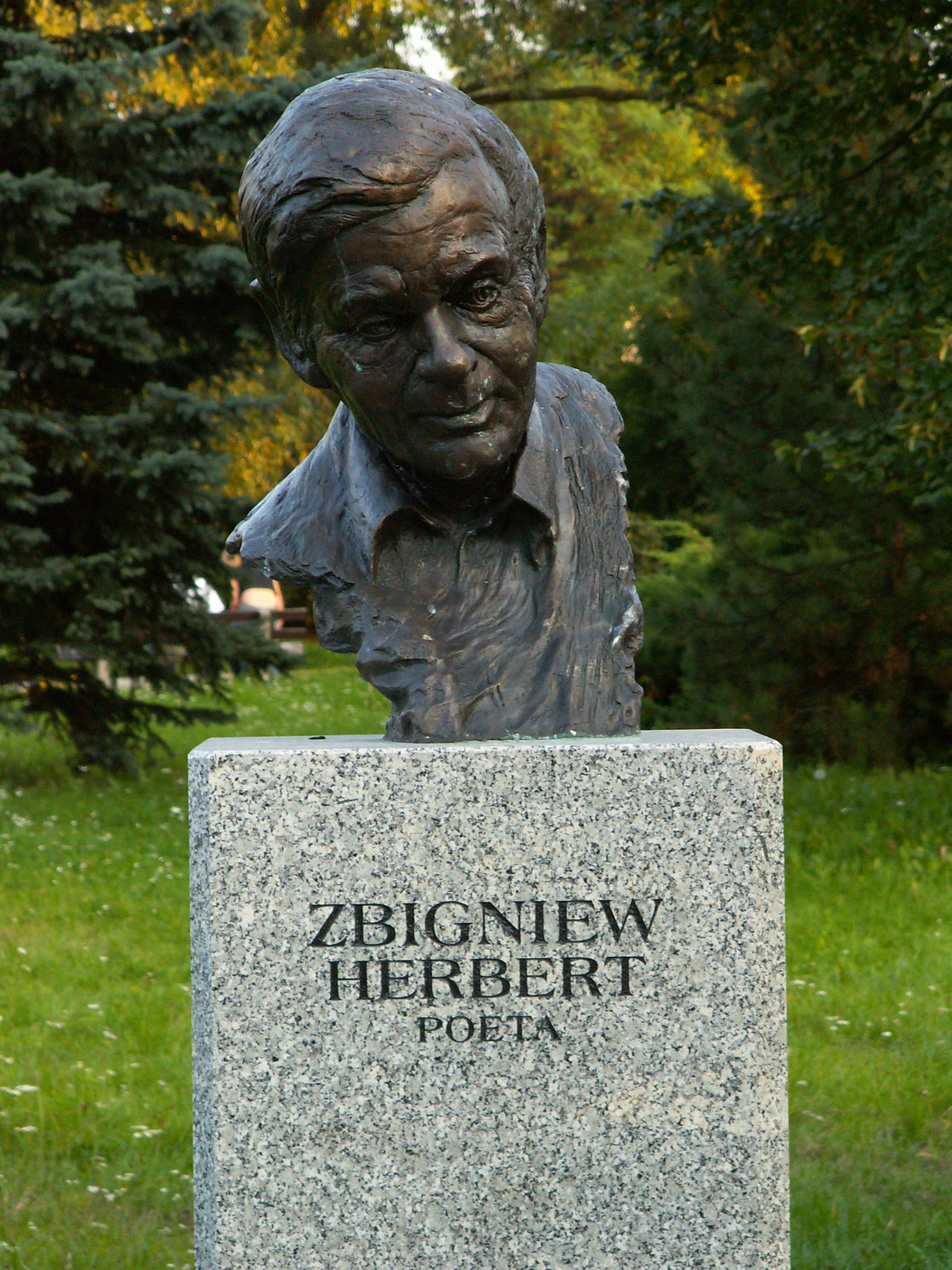
Statue de Zbigniew Herbert à Kielce.

- Tadeusz Gajcy (1922-1944), poète, tué pendant l'Insurrection de Varsovie
- Stanisław Grzesiuk (1918-1963), écrivain, poète, chanteur et comédien
- Zbigniew Herbert (1924-1998), poète et dramaturge
- Gustaw Herling-Grudziński (1919-2000)
- Krystyna Krahelska (1914-1944), guide, poétesse et chanteuse. Elle avait servi de modèle pour le monument de la Sirène de Varsovie et fut tuée pendant l'Insurrection de Varsovie
- Stanisław Lem (1921-2006), écrivain
- Wojciech Mencel (1923-1944), poète, tué pendant l'Insurrection de Varsovie
- Włodzimierz Pietrzak (1913-1944), critique d'art et auteur, tué pendant l'Insurrection de Varsovie
- Jan Romocki (1925-1944), scoutmestre et poète, tué pendant l'Insurrection de Varsovie
- Tadeusz Różewicz (1921-2014), poète et écrivain
- Stanisław Staszewski (1925-1973), architecte et poète
- Zdzisław Stroiński (1921-1944), poète, tué pendant l'Insurrection de Varsovie
- Józef Szczepański (1922-1944), poète, tué pendant l'Insurrection de Varsovie
- Andrzej Szczypiorski (1928-2000), romancier et diplomate

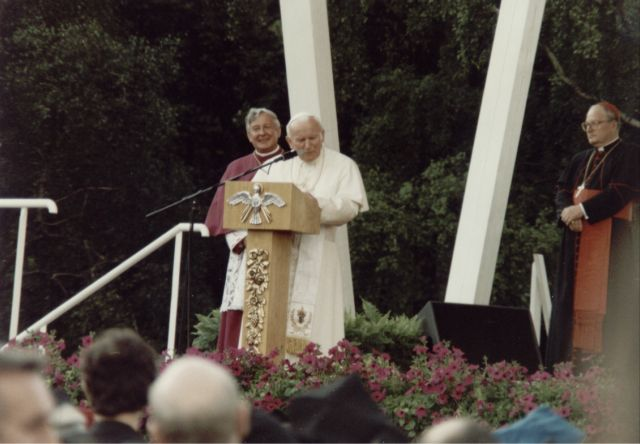
Karol Wojtyła à Poznań en 1997.

- Andrzej Trzebiński (1922-1943), dramaturge, romancier et poète, arrêté par les Allemands, mort exécuté
- Karol Wojtyła (1920-2005), futur pape sous le nom de Jean-Paul II

## Au cinéma
Le destin de ces jeunes fut porté à l'écran, notamment par le réalisateur polonais Andrzej Wajda, dans ses films: Une fille a parlé (1955), Cendres et Diamant (1958), etc.